# Magyarországi iparmúzeumok listája
Az alábbi lista Magyarország iparmúzeumait sorolja fel.

## A lista
| Név                                                                     | Cím                                            | Alapítás ideje | Honlap, megjegyzés                                                                                 |
| ----------------------------------------------------------------------- | ---------------------------------------------- | -------------- | -------------------------------------------------------------------------------------------------- |
| Atomenergetikai Múzeum                                                  | 7030 Paks, Gesztenyés utca 6/b.                | 2010           | https://muzeum.atomeromu.hu/                                                                       |
| Ásványvíz Gyűjtemény                                                    | 3240 Parád, Kossuth Lajos út 221.              | 1986           | A Parádfürdői Állami Kórház épületében kapott helyet.                                              |
| Bükki Üveghuták Ipartörténeti Múzeuma                                   | 3557 Bükkszentkereszt, Őz utca 2.              | 1989           | |
| Cukormúzeum                                                             | 3900 Szerencs, Gyár út 1.                      | 1989           | |
| Diósgyőri Papírgyár Zrt. Papíripari Múzeuma                             | 3535 Miskolc, Hegyalja út 203/1.               | 1982           | https://www.dipa.hu/muzeum/                                                                        |
| Dreher Söripari Emléktár                                                | 1106 Budapest, Jászberényi út 7-11.            | 1979           | https://www.dreherzrt.hu/sorutazas/emlektar/                                                       |
| Goldberger Textilipari Gyűjtemény                                       | 1036 Budapest, Lajos utca 136-138.             | 1975           | http://www.mozaikmuzeumtura.hu/obudai%E2%80%93muzeum                                               |
| Hatvani Cukorgyár Emlékháza                                             | 3000 Hatvan, Radnóti tér 2.                    | 2009           | http://www.xn--hatvanicukorgyaremlkhaza-tfc.hu/                                                    |
| Hentesmúzeum                                                            | 5700 Gyula, Kétegyházi út 3/1.                 | 1985           | https://gyulaihentesek.hu/                                                                         |
| Kner Nyomdaipari Gyűjtemény                                             | 5500 Gyomaendrőd, Kossuth Lajos út 16.         | 1970           | https://gyomaikner.hu/kner-gyujtemeny/                                                             |
| Kékfestő Múzeum                                                         | 8500 Pápa, Március 15. tér 12.                 | 1962           | https://kekfestomuzeum.hu/                                                                         |
| Kohászati Múzeum                                                        | 3517 Miskolc, Palota utca 22.                  | 1963           | https://kozlekedesimuzeum.hu//hu                                                                   |
| Magyar Műszaki és Közlekedési Múzeum Alumíniumipari Múzeuma             | 8000 Székesfehérvár, Zombori út 12.            | 1975           | https://sites.google.com/site/sites/system/errors/WebspaceNotFound?path=%2Faluiparimuzeum%2F%5B%5D |
| Magyar Olaj- és Gázipari Múzeum                                         | 8900 Zalaegerszeg, Falumúzeum utca             | 1969           | http://www.olajmuzeum.hu/                                                                          |
| Magyar Vegyészeti Múzeum                                                | 8100 Várpalota, Thury-vár                      | 1963           | https://www.vegyeszetimuzeum.hu/                                                                   |
| Massa Múzeum                                                            | 3517 Miskolc–Újmassa, Vásárhelyi István sétány | 1963           | |
| „Mézédes emlékeink” Mézeskalácsos, Cukorkakészítő és Gyertyaöntő Múzeum | 7100 Szekszárd, Bárányfok, Munkácsy utca 9/b.  |                | https://mezeskalacsmuzeum.hu/                                                                      |
| Ózdi Muzeális Gyűjtemény és Gyártörténeti Emlékpark                     | 3600 Ózd, Gyár út 10.                          | 1971           | http://www.ozdimuzeum.hu/content.php?cid=cont_5756dc58c6a3f0.26109504                              |
| Paprika Malom és Múzeum                                                 | 6758 Röszke II. kerület, 50/b.                 | 2008           | https://www.paprikamolnar.hu/muzeum/                                                               |
| Soproni Pékmúzeum                                                       | 9400 Sopron, Bécsi utca 5.                     | 1975           | |
| Komáromi Pékmúzeum                                                      | 2900 Komárom, Duna-part 1.                     | 2003           | Ide került a budapesti Sütőipari Emléktár anyaga is.                                               |
| Unicum Ház (Zwack Unicum Múzeum és Látogatóközpont)                     | 1095 Budapest, Dandár utca 1.                  | 2000-es évek?  | https://unicumhaz.hu/                                                                              |
| Zsolnay Múzeum                                                          | 7600 Pécs, Káptalan u. 2.                      | 1955           | |

## Megszűnt iparmúzeumok
| Név                                                              | Cím                                       | Alapítás ideje | Megszűnés ideje | Megjegyzés |
| ---------------------------------------------------------------- | ----------------------------------------- | -------------- | --------------- | --- |
| Angyalföldi Likőrgyár Üzemtörténeti Gyűjteménye                  | Budapest                                  |                |                 | A műtárgyakat a vállalat központjába helyezték át. |
| Technológiai Iparmúzeum                                          | 1081 Budapest, Népszínház utca 8.         | 1879           | 1940-es évek    | Jogutódja a Magyar Műszaki Múzeum, amelyet később a Közlekedési Múzeumba beintegrálva hozták létre a Magyar Műszaki és Közlekedési Múzeumot. Az épületben napjainkban a Bánki Donát Gépész és Biztonságtechnikai Mérnöki Kara működik. |
| Gamma Művek Ipartörténeti Szakgyűjteménye                        | 1119 Budapest, Petzvál József utca 56.    | 1981           | 2015            | Törvényi úton megszüntetésre került múzeumi jellege, de de fizikailag létezik, és előzetes egyeztetés után megtekinthető. |
| Gázmúzeum                                                        | 1081 Budapest, II. János Pál pápa tér 20. | 1994           | 2012            | 2015-ben a gyűjteményt is elszállították onnan, a Budapest XIV. kerületi Angol utca 81. alatt lévő raktárba. |
| Húsipari Múzeum                                                  | 1097 Budapest, Gubacsi út 6/b.            | 1974           | 2000-es évek    | Műtárgyait 2016-ban a Magyar Mezőgazdasági Múzeum kapta. |
| Malomipari Múzeum                                                | 1095 Budapest, Soroksári út 24.           | 1978           | 2012            | 2012 óta zárva tart, de fizikailag létezik. A múzeum tárgyi anyagának kezelése 2013-tól a Magyar Mezőgazdasági Múzeumhoz került. |
| Mathiász János Borgazdasági Múzeum                               | Kecskemét-Miklóstelep                     | 1974           |                 | |
| Növényolaj-ipari Gyártörténeti Kiállítás és Ipartörténeti Múzeum | 4300 Nyírbátor, Táncsics Mihály utca 2-4. |                |                 | |
| Pick Szalámi és Szegedi Paprika Múzeum                           | 6721 Szeged, Felső Tisza-part 10.         | 1999           | 2018            | 2018-tól zárva tart. |
| Öntödei Múzeum                                                   | 1027 Budapest, Bem József utca 20.        | 1969           | 2010-es évek    | A 2010-es évektől zárva tart, de fizikailag létezik, és hivatalosan sem szűnt meg. |
| Sütőipari Emléktár                                               | 1102 Budapest, Liget utca 19.             | 1986           | 1998            | Az anyag a Komáromi Monostori Erődbe került. |
| Tejipari Emléktár                                                | 8000 Székesfehérvár, Rác utca 19.         | 1988           |                 | |
| Tejipari Emléktár                                                | Mosonmagyaróvár                           |                |                 | |

## Egyéb muzeális jellegű intézmények
- A Soproni Egyetem Erdészeti, Faipari és Földmérés-történeti Gyűjtemény
- A kőolaj- és földgázszállítás műszaki emlékei (2200 Vecsés Földgázszállító Zrt. Vecsési Üzeme, Új Ecseri út, a Magyar Olajipari Múzeum fiókmúzeuma)[45]

## Egyéb irodalom
- (főszerk.) Balassa M. Iván: Magyarország múzeumai. Múzeumlátogatók kézikönyve, Vince Kiadó Kft., Budapest, 2001, ISBN 963-9192-93-7
- Béni György – Balassa Iván: Magyar múzeumok, Népművelési Propaganda Iroda, Budapest, 1969
- Kiss László: Múzeumok. Intézményi adattárak, Népművelési Propaganda Iroda, Budapest, 1975, ISBN 963-201-009-4 (Helyismereti kutatók kézikönyvei-sorozat)
- Vadas József: Budapesti múzeumi kalauz, Corvina Kft., Budapest, 1993, ISBN 963-13-3791-X
- [Ghimessy László]: A Húsipari Múzeum, Állatforgalmi és Húsipari Tröszt, Országos Húsipari Kutatóintézet, Budapest, 1984 [!1985]
- (szerk.) Füzes Endre: Budapest – Malomipari Múzeum, TKM, Budapest, 1988, ISBN 963 555 537 7 (Tájak-Korok-Múzeumok Kiskönyvtára 305.)
- Éri István: Szerencs – Cukormúzeum, TKM, Budapest,  (Tájak-Korok-Múzeumok Kiskönyvtára 444.)
- Élelmiszer-ipari múzeumok Magyarországon (chemonet.hu)
- https://real-eod.mtak.hu/5891/1/Tanulmanyok_1998_32_Salanki_A_Magyar_Elelmiszeripari_Tudomanyos.pdf
- http://iparmuzeum.hu/